# Lo carga el diablo
Lo carga el diablo es una película española de comedia dramática de 2024, dirigida por Guillermo Polo en su ópera prima, quien la coescribió con David Pascual, Guillermo Guerrero y Vicente Peñarrocha. Está protagonizada por Pablo Molinero e Isak Férriz. Se estrenó en el Festival Internacional de Cine de Miami el 10 de abril de 2024, y se estrenó en cines españoles el 25 de abril de 2025, con distribución de Begin Again Films.

## Trama
Tristán (Pablo Molinero), un escritor frustrado, acepta un encargo para transportar el cuerpo de su hermano Simón (Isak Férriz) a la casa donde ambos crecieron en Benidorm para enterrarlo. Sin embargo, las cosas no tardan en torcerse cuando el pasado complicado de Simón vuelve para perseguirle.

## Reparto
- Pablo Molinero como Tristán
- Mero González como Álex
- Isak Férriz como Simón
- Antonia San Juan
- Emilio Buale como Babik
- Luifer Rodríguez como Zarzo
- Manuel de Blas como el Padre Matona
- Pino Montesdeoca como Greta
- Itziar Castro como la Señora Bermúdez

## Producción
El 10 de octubre de 2022, se anunció por primera vez que Pablo Molinero protagonizaría la película Lo carga el diablo, la cual estaría dirigida por Guillermo Polo en su ópera prima. Unos días después, se confirmó de forma oficial que su rodaje había comenzado en Petrel y que continuaría en localizaciones como Valencia, Alicante, Soria, Teruel, Tenerife y Dénia. Además de Molinero, Mero González, Isak Férriz, Antonia San Juan e Itziar Castro también fueron anunciados como parte del reparto. El 21 de noviembre de 2022, se anunció que el rodaje de la película había concluido.

## Lanzamiento y marketing
A principios de abril de 2024, se anunció que Lo carga el diablo tendría su estreno oficial en el Festival Internacional de Cine de Miami el 10 de abril de 2024. La película tuvo su estreno mundial en el Cinema Jove como la película de inauguración del festival el 20 de junio de 2024. El 31 de marzo de 2025, Begin Again Films programó su estreno en cines españoles para el 25 de abril de 2025.